# Ingeniero Huergo II
El Ingeniero Huergo II fue un buque tanque perteneciente a la flota de la empresa petrolera estatal argentina Yacimientos Petrolíferos Fiscales (YPF).

## Construcción e historial
Fue construido por el Astillero Río Santiago (Astilleros y Fábricas Navales del Estado) en Ensenada. Su quilla fue puesta el 20 de octubre de 1976, fue botado el 26 de agosto de 1978 y entregado a Yacimientos Petrolíferos Fiscales el 15 de septiembre de 1980. Inicialmente iba a llamarse «Isla Soledad» pero posteriormente recibió el nombre «Ingeniero Huergo».
Su nombre remite a Luis Augusto Huergo, ingeniero argentino.
Fue desguazado en India en 1994.